# فرودگاه بین‌المللی ژنرال گوادالوپ ویکتوریا

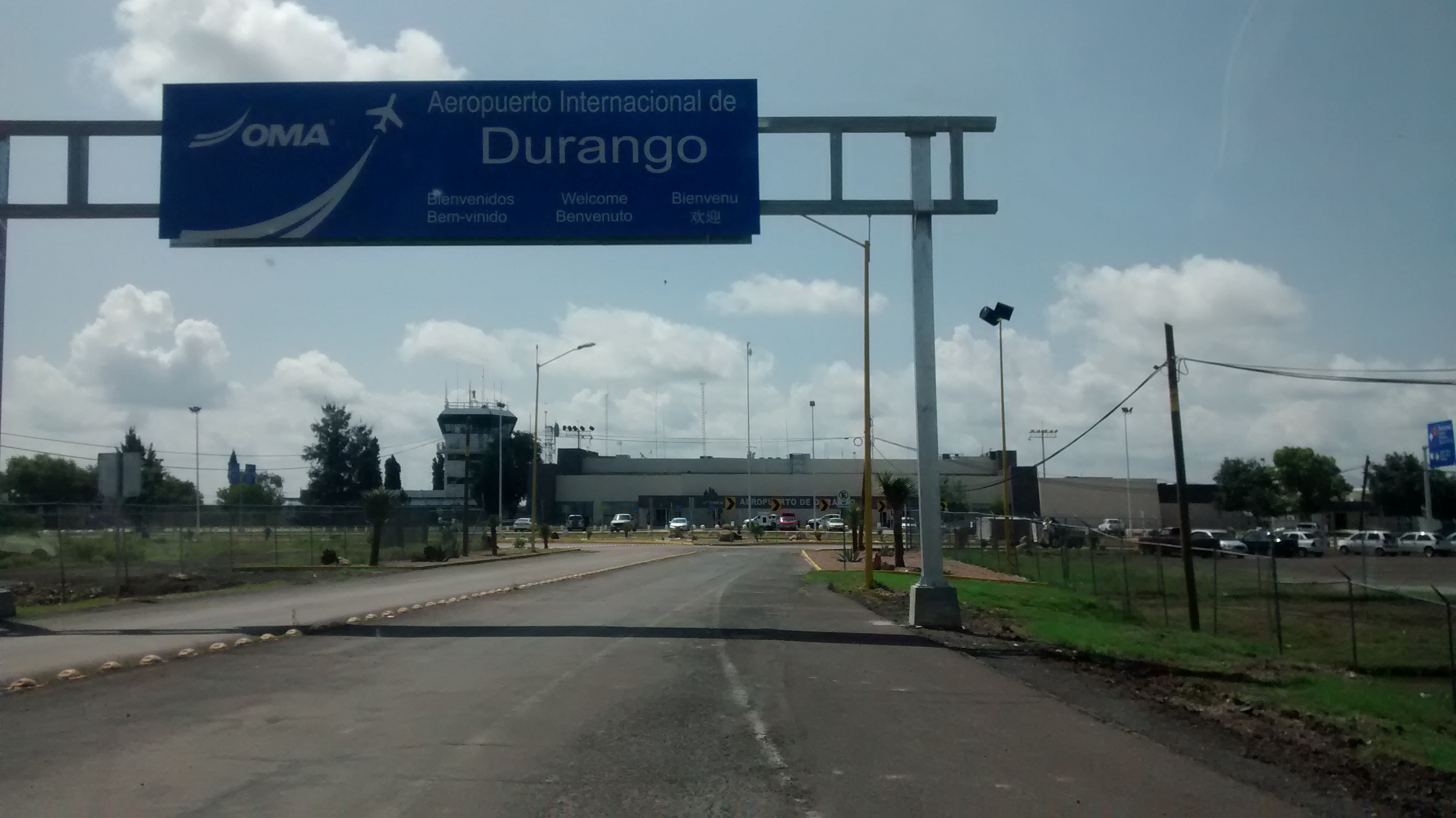
افرودگاه بین‌المللی ژنرال گوادالوپ ویکتوریا در مکزیک

فرودگاه بین‌المللی ژنرال گوادالوپ ویکتوریا (به انگلیسی: General Guadalupe Victoria International Airport) یک فرودگاه همگانی مسافربری با کد یاتا DGO است که یک باند فرود آسفالت دارد و طول باند آن ۲۹۰۰ متر است. این فرودگاه در کشور مکزیک قرار دارد و در ارتفاع ۱۸۶۰ متری از سطح دریا واقع شده‌است.